# Beach Pneumatic Transit

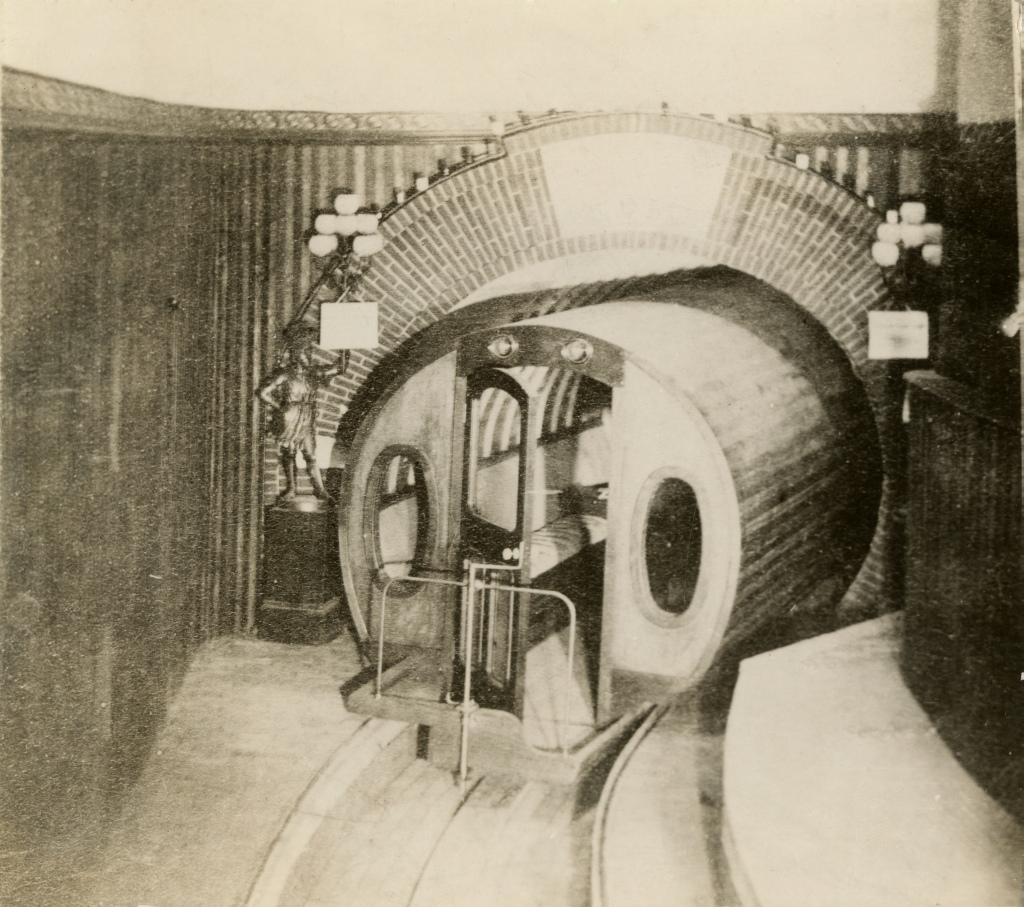
Eines der wenigen Fotos von Station, Tunnelportal und Wagen des Beach Pneumatic Transit, 1873

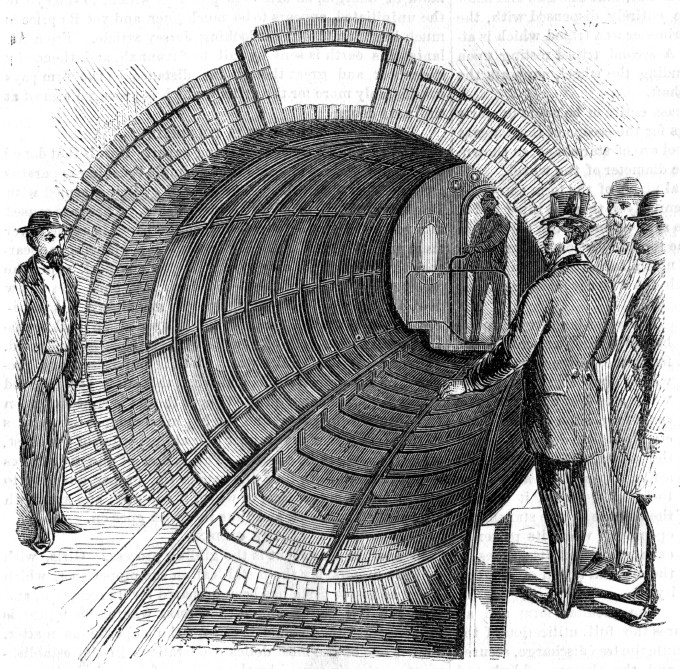
Tunnel und Wagen des Beach Pneumatic Transit

Der Beach Pneumatic Transit war ein experimentelles Verkehrsmittel. Es handelte sich dabei um einen 95 m langen Tunnel unter dem Broadway, in dem von 1870 bis 1873 ein mit Druckluft angetriebener Wagen verkehrte, ähnlich einer Rohrpost. Namensgeber des ersten (erfolglosen) Versuchs, in New York City eine U-Bahn zu bauen, war der Erfinder und Verleger Alfred Ely Beach.

## Geschichte
Um den Broadway vom stetig zunehmenden Verkehrsaufkommen zu entlasten, schlug Beach den Bau einer U-Bahn vor. Im Gegensatz zu anderen bevorzugte er Pneumatik als Antriebsart, nicht etwa Dampflokomotiven, wie sie bei der 1863 eröffneten Metropolitan Railway in London erfolgreich eingesetzt wurden. Beach interessierte sich auch für Rohrpostsysteme zur Beförderung von Briefen und Paketen. Nachdem er vom Staat New York eine Konzession erhalten hatte, begann er 1869 mit dem Bau einer unterirdischen Rohrpostleitung.
Während der Bauarbeiten entschied sich Beach kurzerhand, stattdessen eine Vorführstrecke für den Personentransport einzurichten. Es gelang ihm, sein Bauvorhaben weitgehend im Verborgenen durchzuführen. Zwar berichteten einzelne Zeitungen von der Anlieferung einer großen Menge von Baumaterial zur Warren Street, doch erst im Januar 1870 erfuhr die Öffentlichkeit in einem (wohl von Beach selbst in Auftrag gegebenen) Artikel der New York Tribune von den tatsächlichen Begebenheiten.
Wenige Wochen später, am 26. Februar 1870, wurde der Beach Pneumatic Transit eröffnet. Zu diesem Zeitpunkt war der Tunnel 312 Fuß (95 Meter) lang und führte zur Murray Street. Die Bahn selbst war mehr eine Kuriosität als ein ernstzunehmendes Verkehrsmittel. Ein einziger Wagen pendelte von einem Ende des Tunnels zum anderen und wieder zurück. Die Station befand sich an der Ecke Warren Street/Broadway im Keller eines Kleidergeschäfts.
Beach plante, den Tunnel zu verlängern und zu einer vollwertigen U-Bahn auszubauen, wozu aber eine neue Konzession erforderlich war. Senator William Tweed brachte einen entsprechenden Gesetzesentwurf ein, der jedoch nicht verabschiedet wurde. Als Ende 1871 die politischen Manöver der korrupten Lobbyorganisation Tammany Hall in Misskredit geraten waren, behauptete Beach, Tweed habe sich gegen seine U-Bahn ausgesprochen, um die Unterstützung von Reformern zu gewinnen. Die eigentliche Opposition kam jedoch aus den Reihen der politisch organisierten Grundstücksbesitzer entlang des Broadway, angeführt von Alexander Turney Stewart und John Jacob Astor III. Sie befürchteten, der Tunnelbau könnte die Gebäude beschädigen und den Straßenverkehr beeinträchtigen.
Gesetze zum Bau von Beachs U-Bahn wurden 1871 und 1872 angenommen, scheiterten aber am Veto von Gouverneur John Thompson Hoffman, da sie dem Staat und der Stadt zu wenig Einflussmöglichkeiten ließen. 1873 unterzeichnete Gouverneur John Adams Dix ein ähnliches Gesetz, doch Beach konnte nicht genügend Geld aufbringen, um für die nächsten sechs Monate die Baukosten zu finanzieren. Eine Bankenkrise, die den Finanzmarkt austrocknete, machte die Realisierung endgültig unwahrscheinlich.
Andere Investoren hatten in der Greenwich Street und in der Ninth Avenue eine Hochbahn gebaut, die ab 1870 erfolgreich mit kleinen Dampflokomotiven betrieben wurde. Die wohlhabenden Grundstücksbesitzer hatten gegen eine Bahn, die abseits des Broadways verkehrte, nichts einzuwenden. Die Öffentlichkeit gewann Mitte der 1870er Jahre den Eindruck, Beachs Druckluftbahn sei trotz des eigentlich komfortablen Fortbewegungsprinzips unpraktisch und technisch zu aufwändig. Für die nächsten 30 Jahre beherrschten Hochbahnen das Geschehen. Der Tunnel geriet in Vergessenheit, bis 1912 Bauarbeiter der BMT Broadway Line durch eine Wand zur Station hindurch brachen und Teile der Anlage intakt vorfanden. Die jetzige Station City Hall an den Linien N und R enthält Teile des originalen Tunnels von Beach. Eine Gedenktafel, von der 1932 noch berichtet wurde und die an seine Leistung erinnern sollte, existiert heute nicht mehr.

## Nachwirkung
Jahrzehnte nach seiner Schließung fand der Beach Pneumatic Transit auf verschiedenartige Weise Einzug in die Popkultur. Einige Beispiele:
- Der Song Sub-Rosa Subway auf dem 1976 erschienenen Album 3:47 EST der kanadischen Progressivrockband Klaatu handelt von Beachs Bemühungen, eine U-Bahn zu bauen.
- Im Film Ghostbusters II aus dem Jahr 1989 stoßen die Geisterjäger auf ihrer Suche nach übernatürlichen Phänomenen auf den verlassenen Tunnel der Beach Pneumatic Transit (im Film als New York Pneumatic Railroad bezeichnet), in dem ein unterirdischer Schleimfluss fließt.
- Das oben gezeigte Bild ziert als Wandmalerei viele Filialen der Schnellrestaurantkette Subway.
- Das Beach-Pneumatic-Transit-System erscheint in der Folge Wormquake! – Part 1 der Serie Teenage Mutant Ninja Turtles von 2012.
- Das Escape Game Secret Subway des Unternehmens E-Exit in Budapest besitzt als eines der Spielelemente eine an den Beach Pneumatic Transit angelehnte U-Bahn.